# 竹市雅俊
竹市 雅俊（たけいち まさとし、1943年11月27日 - ）は、日本の細胞生物学者・発生生物学者。細胞接着分子カドヘリンの発見者として知られる。学位は、理学博士（京都大学・論文博士・1973年）。京都大学名誉教授。2002年から理化学研究所発生・再生科学総合研究センター (CDB) のセンター長/グループディレクターや、同多細胞システム形成研究センター (CDB) チームリーダーを務めた。現在は理化学研究所生命機能科学研究センター客員主管研究員。理化学研究所名誉研究員、名古屋大学特別教授。日本学士院会員。愛知県守山市（現名古屋市守山区）出身。

## 人物
石油化学系商事会社経営の父の下、愛知県東春日井郡守山町（のちの守山市、現名古屋市守山区）で生まれ育ち、小学生の時に名古屋大学付近に転居する。父の会社を継ぐことを考え理工学部も受験したものの、幼少期から興味のあった生物を学ぶため、進学者がわずか4名だった名古屋大学理学部生物学科に進学。就職活動を行ったものの、生物学科への求人は少なく、全ての会社に落ちたため、大学卒業後は、名古屋大学大学院理学研究科修士課程に入学した。
名古屋大学大学院では、動物学講座の江口吾朗助手の下、鶏胚の研究を行っていたが、江口助手が京都大学生物物理学教室の岡田節人教授の研究室に助教授として赴任したことに伴い、名古屋大学大学院博士課程在籍のまま、京都大学の岡田研究室で研究に従事。京都大学助手を経て、岡田教授の助言を得て、細胞接着の研究のため、1974年からカーネギー研究所発生学部Dick Pagano研究室に留学。1976年に京都大学の岡田研究室に戻り、その後カドヘリンを発見した。

## 経歴

### 学歴
- 1962年3月 - 名古屋市立向陽高等学校卒業
- 1966年3月 - 名古屋大学理学部生物学科卒業
- 1968年3月 - 名古屋大学大学院理学研究科修士課程修了、理学修士
- 1969年12月 - 名古屋大学大学院理学研究科博士課程中途退学
- 1973年3月 - 理学博士（京都大学・論文博士）[1]

### 職歴
- 1970年1月 - 京都大学理学部生物物理学科助手
- 1978年5月 - 京都大学理学部生物物理学科助教授
- 1986年7月 - 京都大学理学部生物学科教授（原形質物性学講座）
- 1995年4月 - 京都大学大学院理学研究科教授（改組、高次情報形成学講座　高次体制発生分野）
- 1999年4月 - 京都大学大学院生命科学研究科教授（総合生命科学専攻　多細胞体構築学講座　細胞認識学分野）
- 2002年3月 - 京都大学退職
- 2002年4月 - 特殊法人理化学研究所神戸研究所発生・再生科学総合研究センター長 兼 センター長戦略プログラム長、高次構造形成研究グループ グループディレクター[6]
- 2014年8月 - 兼 発生・再生科学総合研究センター器官発生研究グループグループディレクター 兼 幹細胞研究支援・開発室ヒト幹細胞研究支援ユニットユニットリーダー
- 2014年11月 - 独立行政法人理化学研究所多細胞システム形成研究センター特別顧問[2]、および器官創成プログラム高次構造形成研究チームチームリーダー 兼 幹細胞臓器再生研究プログラム器官発生研究チームチームリーダー[7]
- 2020年4月 - 独立行政法人理化学研究所名誉研究員、理化学研究所生命機能科学研究センター（BDR）客員主管研究員[8]

### 兼任
- 1974年 - カーネギー研究所発生学部リサーチフェロー（1976年まで）
- 1992年9月 - 岡崎国立共同研究機構基礎生物学研究所客員教授（行動制御部門、1998年4月まで）
- 1993年4月 - 京都大学理学部附属分子発生生物学研究センター長併任（1999年3月まで）
- 1999年 - 日本発生生物学会会長（2002年まで）
- 2000年4月 - 特殊法人理化学研究所神戸研究所発生・再生科学総合研究センター長兼任（2002年4月より専任）
- 2000年12月 - 日本学士院会員
- 2002年4月 - 京都大学大学院生命科学研究科客員教授（高次生命科学専攻 体制統御学講座 分子病態学分野、2006年まで）
- 2003年10月 - 独立行政法人理化学研究所神戸研究所所長（発生・再生科学総合研究センター長兼務）
- 2005年 - 日本分子生物学会評議員（2008年まで）[9]
- 2006年 国際発生生物学会 (ISDB) 会長（2009年まで）
- 2010年 - 名古屋大学特別教授[10]
- 2012年 - 公益財団法人先端医療振興財団評議員[11]
  - この他日本学術振興会世界トップレベル研究拠点プログラム委員会委員、公益財団法人住友財団評議員[12]、公益財団法人千里ライフサイエンス振興財団評議員[13]、神戸市神戸医療産業都市推進協議会委員[14]、文部科学省基礎科学力強化委員会委員[15]なども歴任。

## 受賞・栄典

### 学術賞歴
- 1985年7月 - 朝日学術奨励金
- 1989年5月 - 塚原仲晃記念賞
- 1992年5月 - 中日文化賞[16]
- 1993年10月 - 大阪科学賞
- 1994年1月 - 朝日賞[17]
- 1995年2月 - 高松宮妃癌研究基金学術賞
- 1996年3月 - 上原賞[18]
- 1996年6月 - 日本学士院賞
- 2001年9月 - 慶應医学賞
- 2001年 - 国際発生生物学会ロス・ハリソン賞
- 2005年4月 - 日本国際賞[19]
- 2012年 - トムソン・ロイター引用栄誉賞『細胞接着分子カドヘリンの発見』[10]
- 2014年 - 一般社団法人日本内分泌学会マイスター賞[20]
- 2020年1月 - 第3回日本医療研究開発大賞文部科学大臣賞[21]
- 2020年 - ガードナー国際賞[8]

### 叙勲
- 2004年10月 - 文化功労者
- 2004年 - フランス 教育・学術功労勲章[10]

### 名誉称号
- 2004年 - アメリカ芸術科学アカデミー 外国人名誉会員
- 2004年 - 米国解剖学会 名誉会員
- 2005年 - 神戸市産業功労者
- 2007年 - 米国科学アカデミー外国人会員
- 2009年 - ヨーロッパ分子生物学機構 (EMBO) 外国人会員
- 2007年4月 - 京都大学名誉教授
- 2012年 - ベルギーゲント大学 名誉博士[10]
- 2015年2月 - アメリカ科学振興協会フェロー[22]

### 講演
- 1993年 - ハーバード大学医学部 Dunham Lecture
- 1993年 - 米国細胞生物学会 Keith Porter Lecture
- 1994年 - 国際分化学会 Jean Brachet Lecture[10]
- 2011年 - 講書始の儀「動物組織の構築」[23]

## 著書
- 竹市雅俊『The studies on the cell-to-substrate adhesion in vitro』京都大学〈博士論文（乙第2237号）〉、1973年3月23日。（日本語題名：試験管内における細胞の基質に対する接着性の研究）
- 竹市雅俊、藤沢肇 編『細胞コミュニティーの形成』丸善〈シリーズ分子生物学の進歩8〉、1990年。
- 宮坂昌之、竹市雅俊 編『細胞接着分子 その生体機能の全貌』東京化学同人、1996年。
- 竹市雅俊『あつまる細胞』岩波書店〈岩波科学ライブラリー〉、2023年。